# Káto Mazarákion
Káto Mazarákion är en ort i Grekland.   Den ligger i prefekturen Nomós Achaḯas och regionen Västra Grekland, i den centrala delen av landet, 180 km väster om huvudstaden Aten. Káto Mazarákion ligger 139 meter över havet och antalet invånare är 1 005.
Terrängen runt Káto Mazarákion är huvudsakligen kuperad, men åt nordväst är den platt.Runt Káto Mazarákion är det ganska glesbefolkat, med 30 invånare per kvadratkilometer. Närmaste större samhälle är Káto Achaḯa, 12,7 km nordväst om Káto Mazarákion. 